# Pacific Coast Hockey Association
Die Pacific Coast Hockey Association (PCHA) war eine professionelle nordamerikanische Eishockeyliga, die im Dezember 1911 gegründet wurde und bis 1924 existierte.

## Geschichte

### Die Anfänge der PCHA (1911–1913)

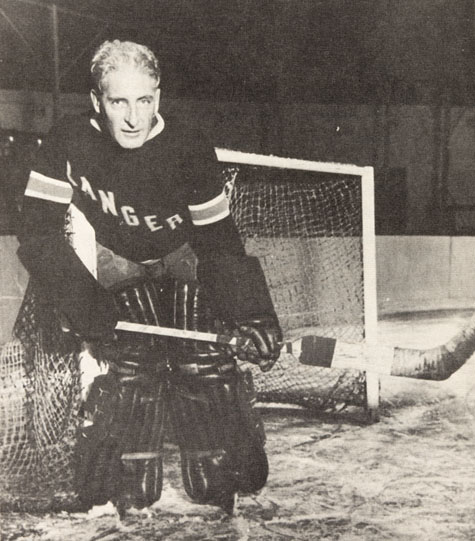
Ligamitgründer Lester Patrick

Die Brüder Frank und Lester Patrick zogen mit ihrem Vater Joseph, einem Geschäftsmann, der mit seinem Holzfällerbetrieb ein beträchtliches Vermögen erwirtschaftet hatte, von Québec nach British Columbia. Nach der erfolgreichen Umsiedlung des Betriebs, zog sich Joseph Patrick aus dem Geschäft zurück und unterstützte seine beiden Söhne finanziell bei ihrem Vorhaben eine eigene professionelle Eishockeyliga im Westen Kanadas zu gründen. Am 7. Dezember 1911 gab man offiziell die Gründung der Pacific Coast Hockey Association bekannt. Das Regelwerk und die Verfassung der Liga übernahm man größtenteils von der National Hockey Association, einer Liga, die zu diesem Zeitpunkt im Osten Kanadas tätig war und zu der man nun in Konkurrenz trat. Einer der größten Unterschiede war jedoch, dass die PCHA weiterhin mit sieben Spielern pro Mannschaft agierte, während in der NHA die Position des Rovers bereits abgeschafft worden war. Erster Präsident der Liga wurde W.P. Irving, der zuvor bereits in der Ontario Hockey Association eine führende Rolle im Management eingenommen hatte. In ihre Premierenspielzeit startete die Liga mit drei Mannschaften – den New Westminster Royals, Vancouver Millionaires und Victoria Senators. Um einen ähnlichen Stellenwert wie die konkurrierende NHA zu erhalten oder diesen gar zu übertreffen, entschloss man sich zum Bau einer Arena in Vancouver, die Platz für 10.000 Zuschauer bot und 175.000 Dollar kostete. Damit war sie die zweitgrößte Arena in ganz Nordamerika nach dem Madison Square Garden in New York City und die erste in Kanada, in der auf Kunsteis gespielt wurde. Weitere Projekte waren der Bau einer 4.000 Zuschauer fassenden Arena in Victoria und der Bau einer Arena in New Westminster. Letztere wurde jedoch nicht rechtzeitig fertiggestellt, sodass sich die Royals dazu entschlossen ihre Heimspiele zunächst ebenfalls in Vancouver auszutragen. Um neben hochwertiger Infrastruktur auch gutes Eishockey bieten zu können, entschlossen sich die Patrick-Brüder mehrere Spieler aus der NHA abzuwerben, eine Maßnahme die in den folgenden Jahren zunehmend intensiviert wurde. Erster Meister der PCHA aufgrund ihres ersten Platzes in der regulären Saison wurden die New Westminster Royals, da es zu diesem Zeitpunkt noch keine Playoffs gab. Zur Saison 1912/13 übernahm C.E. Doherty das Amt als Präsident der PCHA. Aufgrund der großen Popularität des Sports in Westkanada, entschloss man sich dazu gegen Ende der zweiten Spielzeit zwei Spiele in Calgary, Alberta bzw. Regina, Saskatchewan, abzuhalten. Als Folge der gestiegenen Akzeptanz der PCHA, nahmen die Quebec Bulldogs aus der National Hockey Association, die gleichzeitig amtierender Stanley-Cup-Sieger waren die Herausforderung der Victoria Senators, die im zweiten Anlauf PCHA-Meister wurden, an und spielten eine Serie von drei Spielen gegeneinander, wobei die Spiele zu diesem Zeitpunkt noch reinen Testcharakter hatten. Als Problem erwies sich hierbei die unterschiedliche Anzahl der Spieler, die in den jeweiligen Ligen verwendet wurden. Schließlich entschied man sich dazu die Spiele 1 und 3 mit sieben Spielern pro Team wie in der PCHA üblich und das zweite Spiel nach NHA-Vorbild mit sechs Spielern pro Team zu bestreiten. Am Ende gewannen beide Mannschaften jeweils die Spiele, die so gespielt wurden, wie es in der eigenen Liga üblich war.

### Konkurrenz zur NHA und Expansion in die USA (1913–1918)

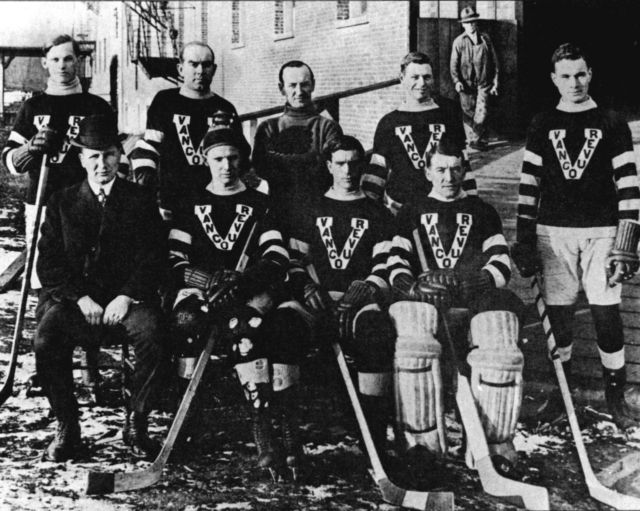
Die Stanley-Cup-Siegermannschaft der Vancouver Millionaires

Zur Saison 1913/14 übernahm Frank Patrick selbst das Amt als Präsident der PCHA. Am Saisonende entschied man sich dazu die verschuldeten New Westminster Royals nach Portland, Oregon, umzusiedeln, wodurch die PCHA die erste professionelle Sportliga überhaupt wurde, die von Kanada in die Vereinigten Staaten expandierte. Die Rosebuds waren zudem das erste Team, das die theoretische Möglichkeiten hatte, um den Stanley Cup zu spielen. 1914 nahm der amtierende PCHA-Meister Victoria Aristocrats als erstes Team der Liga offiziell an Entscheidungsspielen um den Stanley Cup teil, wobei die Offiziellen der PCHA vergaßen eine offizielle Herausforderung abzuschicken. Ohnehin verloren die Cougars die Best-of-Three-Serie gegen die Toronto Blueshirts aus der NHA mit einem Sweep. In der Saison 1914/15 schrieben die Vancouver Millionaires Geschichte. Zunächst gewannen sie den Meistertitel der PCHA, woraufhin sie als erstes Team der Liga überhaupt den Stanley Cup gewannen, nachdem sie in den Herausforderungsspielen die Ottawa Senators mit drei Siegen in drei Spielen schlugen. Zur Saison 1915/16 wurde mit den Seattle Metropolitans ein weiteres US-amerikanisches Team aufgenommen.

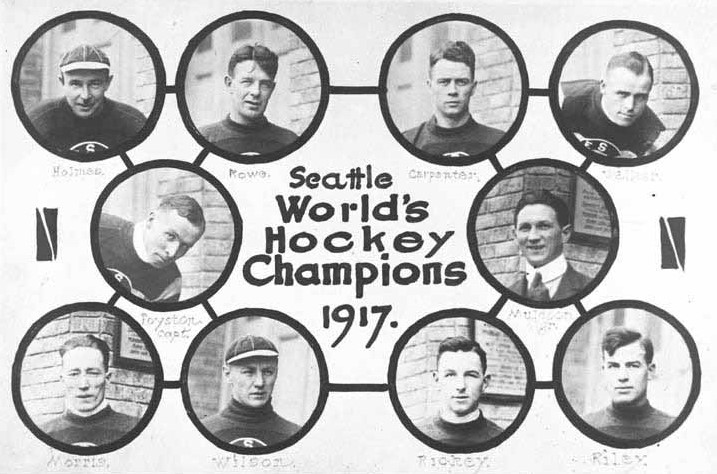
Mannschaftsfoto der Seattle Metropolitans aus dem Jahr 1917 als Stanley-Cup-Gewinner

Zur folgenden Spielzeit entschied man sich dazu die Victoria Artistocrats, die aufgrund ihres letzten Tabellenplatzes nur wenige Zuschauer anlockten, nach Spokane, Washington, umzusiedeln. Dort spielten sie ein Jahr lang unter dem Namen Spokane Canaries. Dies war die erste und einzige Spielzeit, in der in der PCHA mehr US-amerikanische Teams spielten, während Kanada nur durch die Vancouver Millionaires vertreten wurde. In jener Spielzeit gewannen die Seattle Metropolitans den PCHA-Titel und schließlich als erstes US-amerikanisches Team den Stanley Cup, als sie die Canadiens de Montréal aus der NHA mit 3:1 Siegen in der Best-of-Five-Serie schlugen. Damit waren sie gleichzeitig die letzte Mannschaft der PCHA, die sich in den Spielen um den Stanley Cup durchsetzen konnte. Zur Saison 1917/18 wurden die Spokane Canaries von der Liga ausgeschlossen und diese wieder auf die ursprüngliche Anzahl von drei Mannschaften reduziert. Zugleich führte man zwei Entscheidungsspiele um den Meistertitel zwischen dem Erst- und Zweitplatzierten ein, wobei die Mannschaft mit dem besseren Gesamttorverhältnis den Meistertitel erhielt.

### Niedergang der PCHA (1918–1924)
Zu Beginn der Saison 1919 nahm die PCHA einen weiteren Franchise-Wechsel vor. Die Portland Rosebuds stellten aufgrund niedrigem Zuschauerzuspruchs den Spielbetrieb ein, während die Victoria Artistocrats nach zweijähriger Pause den Spielbetrieb wieder aufnahmen. Eine der größten Veränderungen für die PCHA folgte 1921 durch die Gründung der Western Canada Hockey League. Nun entstand ein weiterer Konkurrent bezüglich der Verpflichtung der besten kanadischen Spieler. Zudem mussten die Meister der PCHA nun zunächst gegen den Sieger der WCHL antreten, um gegen den Gewinner der 1917 gegründeten National Hockey League um den Stanley Cup antreten zu dürfen. Ab der Saison 1922/23 nahm man die neu entstandene Situation mit drei Major Leagues als Chance wahr und die PCHA spielte fortan während der regulären Saison auch gegen die Mannschaften der Western Canada Hockey League. Aus diesem Grund musste eine Lösung des Problems gefunden werden, dass man in der PCHA noch immer mit sieben Spielern antrat, während die NHL und die WCHL sechs Spieler in ihren Wettbewerben einsetzten. Schließlich entschied die PCHA ebenfalls die Position des Rovers aufzugeben und passte das eigene Regelwerk in wichtigen Punkten an das der anderen beiden Profiligen an. Die Vancouver Millionaires änderten nach acht Jahren ihren Namen in Vancouver Maroons. Während zunächst die Mannschaften der PCHA noch dominant in ihren Spielen gegen die Gegner aus der WCHL waren, verloren sie in der Saison 1923/24 insgesamt 29 von 48 Spielen gegen die Konkurrenz aus der WCHL. Im Anschluss an diese Spielzeit wurden die Seattle Metropolitans aufgelöst und die verbleibenden beiden Mannschaften der PCHA aus Vancouver und Victoria schlossen sich der Western Canadian Hockey League an. Einige der Spieler aus Seattle wechselten ebenfalls in die WCHL über.

## Innovationen der PCHA

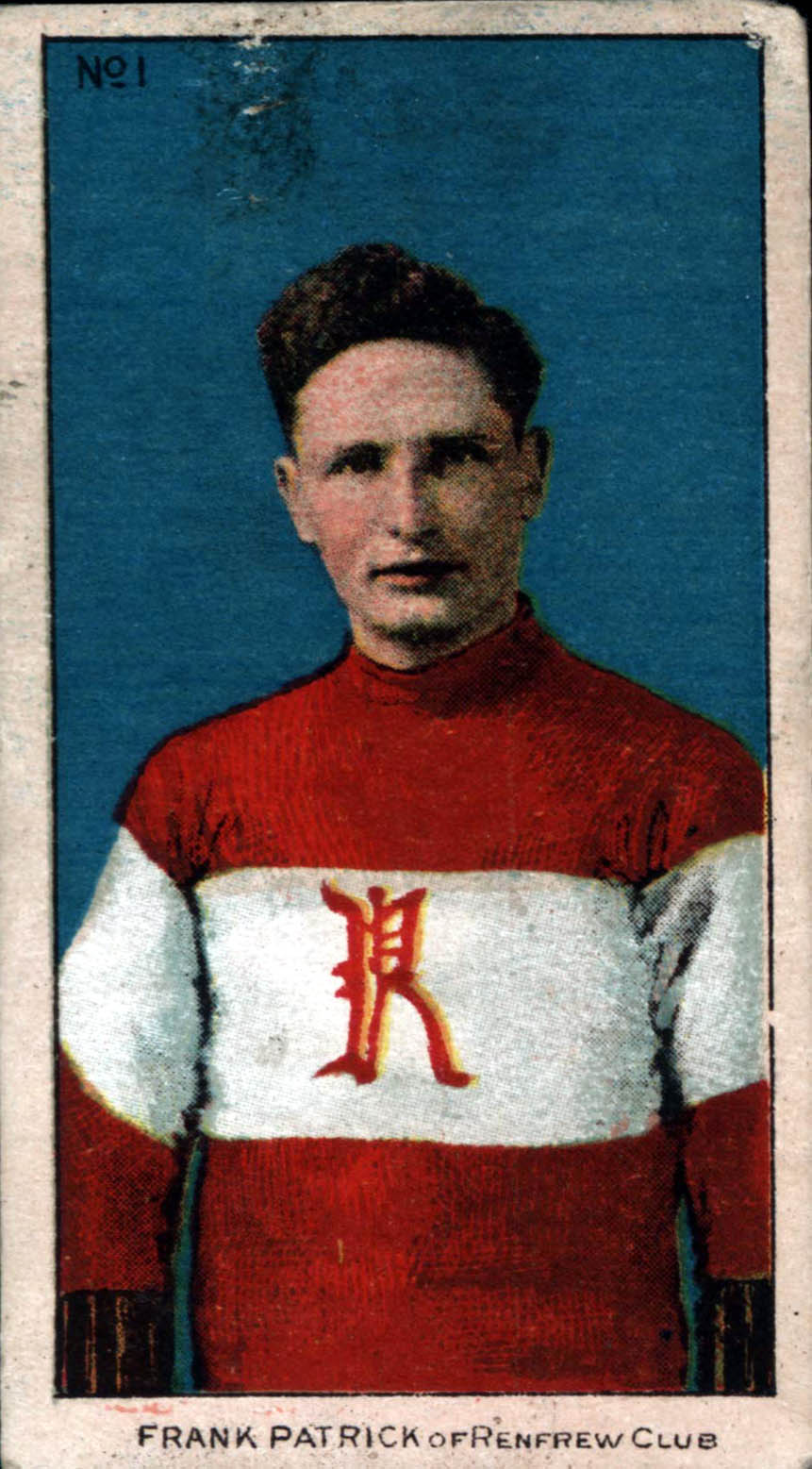
Langjähriger Präsident Frank Patrick

Die Brüder Frank und Lester Patrick führten in ihrer Liga zahlreiche Innovationen der Spielregeln ein, die später auch von der National Hockey League übernommen wurden und schließlich weltweit noch heute gültig sind. Dazu gehören die Einführung des Vorwärtspasses, die Einteilung des Spielfelds in drei Zonen, das Vergeben von Penaltyschüssen, Zwei-Minuten-Strafen, dass man den Puck mit dem Schlittschuh spielen, mit diesem jedoch kein Tor erzielen darf sowie zahlreiche weitere kleine und große Regeländerungen.

## PCHA-Präsidenten
- W.P. Irving (1911–1912)
- C.E. Doherty (1912–1913)
- Frank Patrick (1913–1924)

## Teams
- New Westminster Royals (1912–1914, wurden Portland Rosebuds)
- Portland Rosebuds (1914–1918)
- Seattle Metropolitans (1915–1924)
- Spokane Canaries (1916–1917)
- Vancouver Millionaires (1912–1924)
- Victoria Aristocrats (1912–1916, wurden Spokane Canaries; 1918–1924)

## Meister
- 1912: New Westminster Royals
- 1913: Victoria Aristocrats
- 1914: Victoria Aristocrats
- 1915: Vancouver Millionaires
- 1916: Portland Rosebuds
- 1917: Seattle Metropolitans
- 1918: Vancouver Millionaires
- 1919: Seattle Metropolitans
- 1920: Seattle Metropolitans
- 1921: Vancouver Millionaires
- 1922: Vancouver Millionaires
- 1923: Vancouver Maroons
- 1924: Vancouver Maroons